# Константиново (Шиловский район)
Константиново — село в Шиловском районе Рязанской области в составе Задубровского сельского поселения.

## Географическое положение
Село Константиново расположено на Окско-Донской равнине на правом берегу реки Оки в устье реки Ярославки в 10 км к западу от пгт Шилово. Расстояние от села до районного центра Шилово по автодороге — 21 км.
К югу от села расположены пруд Рогулинки, небольшое озеро, балки Санской Луг и Клинная и урочище Марьин утёс. К северу и востоку протекает река Ока, в пойме которой — Константиновская старица и целая система озёр (Ворково, Рог, Кочарник, Собаково, Глубокое, Семичное, Егово, Преслино), а также урочища — Болото Пыжим, Узмень, Мирское Болото, Комарово, Крутинов, Желтые Ямы и др. Ближайшие населенные пункты — села Задубровье и Лунино.

## Население
| 1859 | 1897  | 1906  | 2010 |
| ---- | ----- | ----- | ---- |
| 1420 | ↗1719 | ↗2085 | ↘158 |

По данным переписи населения 2010 г. в селе Константиново постоянно проживают 182 чел. (в 1992 г. в селе Константиново проживало 337 чел., и в селе Городище — 58 чел.).

## Происхождение названия
По мнению михайловских краеведов И. Журкина и Б. Катагощина, село Константиново получило свое наименование по имени первого поселенца или владельца.

Наименование села Городище связано с термином «городище», согласно «Толковому словарю» В. Даля и «Словарю народных географических терминов» Э. Мурзаева — остатки развалин города, селения или укрепления, земляных или каменных работ, жилья; остатки древнего поселения. Этой же точки зрения придерживается рязанский краевед А.А. Никольский, писавший, что название села Городище возникло из географического термина городище — 
«место заброшенного города, то есть укрепленного, огороженного поселения; остатки развалин города, его валов, рвов и прочих укреплений».

## История
Современное село Константиново состоит из двух слившихся между собой населенных пунктов — собственно села Константиново и близлежащего села Городище.
На северо-западной окраине села Городище на правом берегу реки Оки прослеживаются остатки городища X—XIII вв. Городище расположено на высоком мысе реки Оки, в плане овальное, 50 × 80 м, вытянуто с северо-востока на юго-запад, с напольной юго-западной стороны имеется подковообразный вал высотой до 1,5 м и слабые следы заплывшего рва перед ним. Площадка и вал распахиваются под огороды, частично застроены. Культурный слой глубиной до 0,8 м, в верхних горизонтах нарушен распашкой. В верхней части культурного слоя найдены обломки позднесредневековых гончарных горшков, в нижней — фрагменты лепных сосудов городецкой культуры с рогожными и сетчатыми отпечатками на внешней поверхности. Случались также находки человеческих костей, позволяющие предполагать наличие на территории городища грунтового могильника, возраст которого не ясен.
Н. В. Любомудров высказал мнение, что городище в одноименном селе на берегу реки Оки — остатки древнерусского города Воина (Воино), впервые упоминаемого в Никоновской летописи под 1147 г. В настоящее время этой гипотезы придерживается большинство рязанских историков и краеведов. Центром города была небольшая крепость, вероятнее всего, княжеская усадьба. Расположенная на высоком берегу озера Воинского (сейчас этого озера нет, оно поглощено руслом Оки) усадьба была небольшим посадом. В XIII в. город Воин подвергся погрому во время монголо-татарского нашествия.
Город Воин (Воино) упоминается также в Новгородской I-й и Воскресенской летописях в «Списке русских городов» XIV—XV вв. в числе городов Рязанского княжества. В XIV—XV вв. в составе Рязанской земли упоминается также Воинский уезд. Ок. 1356—1360 гг. великий князь рязанский Олег Иванович пожаловал Воинский уезд «с землями и бортными угожьи и с людьми с озеры истоки и бобры и со всеми пошлинами» преосвященному Василию II, епископу Рязанскому и Муромскому, в обмен на «Омел Глебов с уездом».
В 3 км к северо-востоку от села Константиново за рекой Окой вблизи Константиновской старицы археологическими разведками обнаружены также остатки древнерусского селища XII—XIII вв.
Городище в качестве деревни впервые упоминается в сотной грамоте 1567 г. на земельные владения архиепископа Рязанского и Муромского.

В выписи из писцовых книг князя Василия Вяземского за 1637—1640 гг. Константиново и Городище упоминаются в качестве деревень, принадлежащих к числу вотчин рязанского архиерея, и им дается следующее описание:
«Деревня Костентиновская, усть речки Ярославки, над озером Курдусом, а в ней крестьян…11 дворов, да бобыльских…6 дворов, да пустых крестьянских дворов, а крестьяне бежали безвестно во 144 (1636) году…19, да пустых крестьянских мест…3; пашни паханые добрые земли 125 чети, да перелогу 50 четвертей, да лесом поросло 105 четвертей в поле, а в дву потомуж, сена подле реки Оки от деревни Костентиновской же вниз по Оке реке, по правой стороне по грани и по рубеж села Задубровья, 720 копен, да рыбная ловля озеро владычне Кирдус с истоком в длину на полверсты, а поперек 100 сажен, а в нём рыба белая ловят на архиепископов обиход, лесу чернаго за Окою рекою на Мещерской стороне от Кривцовского рубежа вверх Окою рекою по Санской рубеж по Батурин источек, в длину того леса по смете и по крестьянской скаске на полторы версты, а поперег на версту, а инде и менши.
Деревня Городища на Воинском озере и на Оке реке, а в ней крестьянских 6 дворов, да бобыльских 3 двора, да пустых крестьянских 11 дворов. При той деревни было пашни паханыя добрыя земли 50 четвертей, да перелогу 36 четвертей, да лесом поросло 80 четвертей в поле, а в дву потомуж, сена на Княжом лугу, что смежно с Иваном Луниным — з деревнею Луниною, что подле озера Воинскаго, 200 копен, да в Луке на Радушке и на Черменской полянке с почистями сена 250 копен, да рыбная ловля — озеро Воинское с истоком — в длину на версту, а поперег 90 сажен, а в нём рыба белая — ловят на архиепископов обиход, лесу чёрного и болота, что против Княжого лугу, в длину, по смете и по крестьянской скаске, на версту, поперег на полверсты».
По данным окладных книг за 1676 г. Константиново значится уже селом с деревянной церковью «святых страстотерпцов князей Российских Бориса и Глеба», где при ней показано: 
«Двор попа Фирса, 2 двора дьячковых. Церковные земли 4 четверти в поле, в дву потомуж, сена на 150 копен. В приходе – в селе Константинове двор преосвященного Иосифа митрополита Рязанскаго и Муромского, а в нём живут приказные люди погодно, да в том же селе Костянтинове и в деревни Городище 120 дворов крестьянских, да бобыльских 15 дворов… И по скаске попа Фирса тот ево приход был в приходе в селе Санском, а как церковь построили в селе Костянтинове, тому лет 17 (то есть в 1659), а дань платили с обеих приходов сопча по старому окладу. И по окладу (184 г.) с тое церкви довелось дани платить 3 рубли 3 алтына 1 денга».
К 1739 г. в селе Константинове и деревне Городище насчитывалось 112 дворов, в коих проживало 469 душ мужского пола. В 1853 г. в селе Константиново на месте старой ветхой Борисоглебской церкви была построена новая деревянная в то же храмонаименование.
К 1891 г., по данным И. В. Добролюбова, в составе прихода Борисоглебской церкви села Константиново, помимо самого села, в котором насчитывалось уже 179 дворов, входила также деревня Городище с 84 дворами, в коих проживало всего 1006 душ мужского и 1064 души женского пола, в том числе грамотных — 320 человек обоего пола.
В 1909—1910 гг. в селе Константиново на месте старого деревянного был построен новый каменный Борисоглебский храм. После Октябрьской революции 1917 г. Борисоглебская церковь в селе Константиново была закрыта.
В годы Великой Отечественной войны 1941—1945 гг. село Константиново стало известно тем, что здесь (а также в близлежащих селах Юшта и Санское) были организованы отряды и звенья плодородия из числа школьников, оказывавшие в период сельхозработ помощь колхозу по уборке урожая. Даже ученики начальных классов не оставались в стороне: пололи, подбирали колоски.
В советское время статус деревни Городище был повышен до села. 28 декабря 2006 г. постановлением губернатора Рязанской области Георгия Ивановича Шпака (2004—2008), на основании решения схода граждан села Константиново и села Городище Задубровского сельского поселения от 26 сентября 2006 г., село Городище вошло в состав села Константиново Шиловского района.
Выселками из села Константиново является село Крутицы Шиловского района Рязанской области.

## Экономика
По данным на 2015/2016 г. в селе Константиново Шиловского района Рязанской области расположены:
1. ООО «Шиловоэкопродукт», агропромышленное предприятие;
2. ООО «Константиново», агропромышленное предприятие.

## Социальная инфраструктура
В селе Константиново Шиловского района Рязанской области имеются фельдшерско-акушерский пункт (ФАП).

## Транспорт
Основные грузо- и пассажироперевозки осуществляются автомобильным транспортом: село Константиново имеет выезд на расположенную поблизости автомобильную дорогу федерального значения М-5 «Урал»: Москва — Рязань — Пенза — Самара — Уфа — Челябинск.

## Достопримечательности
- Городище X—XIII вв., возможные остатки древнерусского города Воин (Воино). Расположены на северо-западной окраине села.
- Храм святых благоверных князей-страстотерпцев Бориса Ростовского и Глеба Муромского — Борисоглебская церковь. Построена в 1909—1910 гг. Руинирована, сохранился основной объём храма без куполов и колокольни.[13]

## Известные уроженцы
- Иван Иванович Ванин (1924+1996 гг.) — старший лейтенант, командир стрелковой роты 986-го стрелкового полка, Герой Советского Союза.

Ванин Иван Иванович (1924 – 1996).